# Лабунська волость
Лабунська волость — адміністративно-територіальна одиниця Ізяславського повіту Волинської губернії з центром у містечку Лабунь. 
Наприкінці ХІХ ст. до складу волості відійшли села Мала Шкарівка, Великі та Малі Мацевичі, Москвитянівка ліквідованої Мало-Шкарівської та Микулин ліквідованої Новоселицької волостей.
Станом на 1886 рік складалася з 7 поселень, 8 сільських громад. Населення — 5013 осіб (2427 чоловічої статі та 2586 — жіночої), 648 дворових господарств.
|                     | Площа, десятин | У тому числі орної, десятин |
| ------------------- | -------------- | --------------------------- |
| Сільських громад    | 5872           | 4040                        |
| Приватної власності | 5903           | 3115                        |
| Казенної власності  | 1338           | 794                         |
| Іншої власності     | 502            | 298                         |
| Загалом             | 13615          | 8247                        |

Поселення волості:
- Лабунь — колишнє власницьке містечко, 2118 осіб, 331 двір; волосне правління (50 верст від повітового міста); 5 православних церков, костел, 3 єврейських молитовних будинки, школа, 3 постоялих двори, 5 постоялих будинки, 18 лавок, базар, 4 ярмарки, водяний млин, цегельний завод.
- Велика Березина — колишнє власницьке село, 694 особи, 104 двори, православна церква, школа, постоялий будинок, 2 водяних млини.
- Коханівка — колишнє власницьке село, 451 особа, 56 дворів, православна церква, каплиця, школа.
- Сасанівка — колишнє власницьке село, 336 осіб, 54 двори, православна церква, школа, водяний млин.
- Титків — колишнє власницьке село при річці Хомора, 531 особа, 74 двори, православна церква, школа, водяний млин.